# Sisilia Naisiga
Sisilia Naisiga Rasokisoki (ur. 16 grudnia 1979) – fidżyjska judoczka. Dwukrotna olimpijka. Zajęła trzynaste miejsce w Pekinie 2008 i odpadła w eliminacjach w Atenach 2004. Walczyła w wadze średniej i półciężkiej.
Uczestniczka mistrzostw świata w 2003, 2005 i 2011. Startowała w Pucharze Świata w 2009, 2011 i 2012. Brązowa medalistka igrzysk wspólnoty narodów w 2002. Triumfatorka igrzysk Pacyfiku w 2003. Zdobyła dziesięć medali na mistrzostwach Oceanii w latach 1998−2012.

## Letnie Igrzyska Olimpijskie 2004
| Konkurencja | Eliminacje          | Klas. końcowa |
| Konkurencja | Przeciwnik I        | Miejsce       |
| ----------- | ------------------- | ------------- |
| 78 kg       | Keivi Pinto (VEN) P | I runda.      |

## Letnie Igrzyska Olimpijskie 2008
| Konkurencja | Eliminacje          | Repasaże                 | Klas. końcowa |
| Konkurencja | Przeciwnik I        | Przeciwnik I             | Miejsce       |
| ----------- | ------------------- | ------------------------ | ------------- |
| 70 kg       | Edith Bosch (NED) P | Rachida Ouerdane (ALG) P | 13.           |